# سهام إبراهيم
سهام إبراهيم (14 فبراير 1957 -)، مغنية وممثلة سورية.

## حياتها ونشأتها
من مدينة اللاذقية فازت في برنامج مسرح المواهب في سوريا وتم اعتمادها في الهيئة العامة للاذاعة والتلفزيون السوري عام 1978، تميزت باغانيها العاطفية والشعبية والوطنية وكان لها العديد من الأغاني الناجحة بمعظم اللهجات العربية. هذا وقد عانت سهام إبراهيم كثيرا مع شركات الإنتاج الفني حيث أن بعض هذه الشركات اخللت بالعقود المبرمة وقامت لأسباب مجهولة بتجميد اصدارالعديد من البومات سهام إبراهيم وتحديدا شركة موريفون وشركة روتانامما كان له اثر سلبي على مسيرة سهام إبراهيم.
سهام إبراهيم لها جانب فني آخر وهو الفن التشكيلي حيث اقامت عددا من المعارض الفنية أحدها عام 2008 في المركز الثقافي الروسي في دمشق واخر في صالة السيد واخر في صالة الشعب واخرها في صالة القافلة في تدمر وتميزت لوحاتها بأسلوب خاص ومميز يكرس جمال المراة والطبيعة في تمازج لوني جميل واخاذ لفت إليها انظار بقوة في عالم الفن التشكيلي وهو ماتعتبره تعويضا لها عن تاخر مسيرتها الغنائية
وهي أيضا زوجة عازف الكمان الاستاز أنور حريري

## مسرتها
بدأت مسيرتها الفنية عام 1977 في أحد برامج المنوعات اللبنانية وهوبعنوان (بين العشرين والاربعين) من اعداد المخرج الكبير سيمون اسمر تقوم فكرة البرنامج على البحث عن المواهب التي لم تستطع اكمال مشوارها الفني ومعرفة ماحصل لهم واين أصبحو الآن ومحاولة استضافتهم لتذكير الناس بهم ونظرا لصغر سنها حيث كانت حينها لم تبلغ السبعة عشر ربيعا تم تقديمها كضيفة شرف في البرنامج حيث نالت استحسان الجمهور وعند اندلاع الحرب اللبنانية عادت إلى بلدها سوريا حيث اشتركت في برنامج مسابقات اسمه (مسرح المواهب) وذلك لاكتشاف مواهب سورية جديدة في عالم الغناء حيث فازت إلى جانب زملائها فاتن حناوي وسمير سمرة وغيرهم واعتمدت في الإذاعة السورية وفي إحدى الحفلات كان ضيف الحفل الموسيقارسيد مكاوي فتنبأ لها بمستقبل ذو شأن في عالم الأغنية العربية لو وجدت من يرعاها، وبدات بتسجيل أوائل اعمالها في وقت تميزت به الإذاعة السورية بعهدها الذهبي من حيث كمية الأعمال الغنائية المنتجة ونوعيتها اشتهر للفنانة سهام إبراهيم في ذلك الوقت العديد من الأغاني مثل (لازم نسافر سوا) بالإضافة إلى عدة قصائد باللغة الفصحى ضمن مسلسل (مبروكة) الذي اشتركت به بصوتها فقط وجاءت شهرتها العريضة مع الأغنية التي قدمتها إلى الناس بشكل قوي وهي (ناطرة عند البوابة) ثم كانت تجربتها مع المطرب عصمت رشيد باغنية (سارح) وهي أول أغنية يتم تصويرها بالالوان في التلفزيون السوري وأول أغنية تصور بأسلوب الكليب حيث تم تصويرها داخل حديقة المتحف الوطني السوري ب دمشق وهو أسلوب لم يكن مالوفا في التصوير في التلفزيون السوري في ذلك الوقت، غنت سهام إبراهيم لكبار الملحنين في سوريا مثل شاكر بريخان وعبد الفتاح سكر وونزار موره لي وسهيل عرفة ورياض البندك وسعيد قطب وغيرهم كما تعاونت مع ملحنين من لبنان مثل وليد توفيف الذي لحن لها أغنية بعنوان (اوعى تخللي قلبك اوعى) واغنية (اناوالغربه) كما تعاملت مع الفنان عازار حبيب وتعتبر أغنية \زين يابو الشامة زين\ من انجح ما لحنه لها. كما غنت سهام إبراهيم أغاني لملحنين أردنيين مثل أغنية شوفو لما تقول الاهلا) ولكبار الملحنين الليبيين واتجهت إلى مصر وتم اعتمادها كمطربة في الإذاعة المصرية وقدمت عدة أغاني للإذاعة والتلفزيون وبعد ذلك بدات المشاكل مع شركات الإنتاج واولها شركة موريفون التي قامت باحتكارها بعقود احتكار وقامت بتسجيل عدة البومات لكبار الملحنين مثل سيد مكاوي والموسيقارمحمود الشريف وفاروق سلامة وبليغ حمدي إلا أن هذه الأعمال لم ترى النور وبقيت حبيسة الادراج حتى اليوم، في العام 1990 قامت شركة النظائر الكويتية باصدار البوم (شاري) قبل اسبوع من اجتياح العراق ل الكويت وتوقف أعمال الشركة الكويتية المذكورة بسبب التخريب نتج عنه عدم حصول الالبوم على الدعاية اللازمة ثم في العام 1995 قامت شركة روتانا للصوتيات والمرئيات بتوقيع عقد احتكار مع الفنانة سهام إبراهيم وتم تسجيل أول كاسيت وتم تصوير أول كليب من قبل روتانا وهو \\لاتخللي قلبك قاسي\\ ولم يتم تنفيذ العقد حتى اليوم بسبب تقاعس الشركة لأسباب مجهولة

## أعمالها

### باللهجة السورية
سارح - ناطرة -تلفونك - اناشرقية -يابو المواعيد-زين يابو الشامة-زقفه وزلغوطه ياحبايب-بحبك-طلت سنه جديده-اوعى تخللي قلبك اوعى-بين الايادي-سهرني - مش مني -اتذكر- ياترى ياحبيبي-قلبك قاسي -رايحه اطلب ايدو-ياقناديل الليل-السيف العربي- يابنت سوريا- واعدني حبيبي-لاتعتبو -خدني بحلمك-طولي ياليله - لوزة لك- كتبتلك رساله-وغيرها الكثير مما لا تسعفنا الذاكرة لذكره حيث يبلغ العدد أكثر من 200 أغنية.

### باللهجة المصرية
مبتسألشي ليه؟- زاهي قمرنا- غنى الهوى-نادره-تعالو نحب بعض-ياطير الكناري-منساهاش-بص وشوف ياما رحنا- جيت لي بس امتى -متواعدين -شاري -جاني وقللي سلام-السنين -يللي مفيش غيرك-افرح ياحب هذا وحتى الآن لم يتم إصدار البوم سهام إبراهيم الجديد حيث أن شركة روتانا قامت بتجميد العمل لاكثر من 10 سنوات حتى الآن والالبوم يحتوي على مجموعة جميلة من الأغاني بعنوان انا شرقية ويبلغ رصيدها من الأغاني المصرية أكثر من 100 أغنية كذلك غنت باللهجة الليبية \أنت الملاذ الوحيد\ و\لو عندك عليا عتاب \وغيرها من الأغاني وغنت \شوفو لما تقول الاهلا \ ولحن لها الموسيقار بليغ حمدي أربعة أعمال بانتظار شركة الإنتاج المناسبة لتبني أعمال بهذا المستوى نظرا لأهميتها التاريخية وكلفة تنفيذها العالية.

## ألبومات
- تلفونك إصدار شركة صوت آسيا (تلفونك - زين يابوالشامه - مش مني - زقفه وزلغوطه - يابوالمواعيد - ناطره - اوعى-سارح)
- زاهي قمرنا(حفلة) إصدار شركة صوت آسيا (خدني بحلمك - لوزة لك - طولي ياليله - زاهي قمرنا - طماع)
- مبتسألشي ليه إصدار شركة موريفون من الحان سيد مكاوي وفاروق سلامه (مبتسألشي ليه - زاهي قمرنا - غنى الهوى)
- يوم لؤاك 1986 اصدارشركة صوت مصر من الحان حلمي بكر وحسن نشأت وعبد العظيم محمد (نادره - تعالو نحب بعض - ياطيرالكناري - منساهاش - بص وشوف)
- شاري 1990اصدارشركة صوت بيروت ومن الحان خليل مصطفى وإبراهيم فهمي وحسن نشات وفاروق الشنوبي وطارق عاكف (يامارحنا - جيت لي - متواعدين - افرح ياحب - جاني - السنين - مفيش غيرك - عاليه)

## أفلامها
اشتركت سهام إبراهيم في فيلمين
- فيلم الانتقام حبا للمخرج السوري وديع يوسف.
- فيلم منزل العائلة المسمومة مع نادية لطفي ويسرا.

## وصلات خارجية
- سهام إبراهيم على موقع قاعدة بيانات الأفلام العربية